# Teren Massenko
Teren (Terentij) Hermanowytsch Massenko (ukrainisch Терень (Терентій) Германович Масенко; * 28. Oktoberjul. / 10. November 1903greg. in Hlodossy, Gouvernement Cherson, Russisches Kaiserreich; † 6. August 1970 in Kiew, Ukrainische SSR) war ein ukrainisch-sowjetischer Journalist, Dichter und Übersetzer.

## Leben
Teren Massenko wurde in Hlodossy (Глодоси), einem Dorf im heutigen Rajon Nowoukrajinka, der ukrainischen Oblast Kirowohrad als Sohn einer armen Bauernfamilie geboren. Er durchlief alle Stationen des neu gegründeten kommunistischen Ausbildungssystems: Er studierte zuerst an der RabFak für Agrikultur in Kamjanez-Podilskyj und später am Charkiwer Institut für Volkserziehung. 1930 schloss er sein Studium an der Fakultät für Journalistik der Kommunistischen Universität Artjom in Charkiw ab. 
Nach seinem Studium arbeitete er als Journalist bei verschiedenen Zeitungen und während des Deutsch-Sowjetischen Krieges beim Radiosender Schewtschenko. Außerdem arbeitete er als Schriftsteller, Essayist und Autor von Kinderbüchern. Seine erste Buchveröffentlichung war 1924 und die erste Sammlung seiner Gedichte wurde 1927 publiziert. Viele seiner Gedichte wurden von Komponisten wie beispielsweise Heorhij und Platon Majboroda vertont. Seine Poesie handelte von der heroischen Arbeit sowie dem Alltag der sowjetischen Menschen und der Völkerfreundschaft in der UdSSR. Des Weiteren übersetzte er Werke unter anderem von Janka Kupala und Abai Qunanbajuly.
Massenko war von 1927 bis 1932 Mitglied der All-Ukrainischen Gesellschaft der Proletarischen Schriftsteller und seit 1932 war er Mitglied des Ukrainischen Schriftstellerverbandes. Als Mitglied des Schriftstellerverbandes wohnte er mit seiner Frau im Rolit–Haus der Schriftsteller in Kiew. Er starb 66-jährig in Kiew und wurde dort auf dem Baikowe-Friedhof beerdigt.